# Epigrypera
Epigrypera là một chi bướm đêm thuộc họ Noctuidae.